# Euxoa misturata
Euxoa misturata är en fjärilsart som beskrevs av Smith 1890. Euxoa misturata ingår i släktet Euxoa och familjen nattflyn. Inga underarter finns listade i Catalogue of Life.

## Bildgalleri

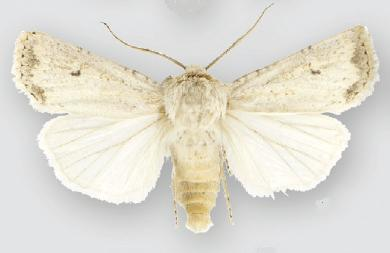